# (37578) 1990 RY2
(37578) 1990 RY2 est un objet de la ceinture principale d'astéroïdes extérieure découvert en 1990.

## Description
(37578) 1990 RY2 a été découvert le 15 septembre 1990 à l'observatoire Palomar, situé au nord de San Diego en Californie, par Henry E. Holt.

### Caractéristiques orbitales
L'orbite de cet astéroïde est caractérisée par un demi-grand axe de 3,93 ua, un périhélie de 2,88 ua, une excentricité de 0,27 et une inclinaison de 2,35° par rapport à l'écliptique. Du fait de ces caractéristiques, à savoir un demi-grand axe entre 3,2 et 4,6 ua, il est classé, selon la JPL Small-Body Database, comme objet de la ceinture principale d'astéroïdes extérieure.

### Caractéristiques physiques
(37578) 1990 RY2 a une magnitude absolue (H) de 13,1 et un albédo estimé à 0,435.